# Moolakaraipatti
Moolakaraipatti es una ciudad y nagar Panchayat situada en el distrito de Tirunelveli en el estado de Tamil Nadu (India). Su población es de 11112 habitantes (2011). Se encuentra a 9 km de Tirunelveli.

## Demografía
Según el censo de 2011 la población de Moolakaraipatti era de 11112 habitantes, de los cuales 5511 eran hombres y 5601 eran mujeres. Moolakaraipatti tiene una tasa media de alfabetización del 83,71%, superior a la media estatal del 80,09%: la alfabetización masculina es del 89,66%, y la alfabetización femenina del 77,97%.